# Instantané (Sorolla)
Pour les articles homonymes, voir Instantané.
Instantané est une huile sur toile de Joaquín Sorolla y Bastida  de 62 x 93,50 cm. Elle est datée, selon sa signature, de 1906 et est actuellement conservée au Musée Sorolla de Madrid.

## Description et caractéristiques
Le tableau fut peint sur une plage de Biarritz, l'été de 1906, lieu où il venait souvent avec sa famille,.
Il représente une femme (selon certains, il s'agit de sa femme Clotilde, selon d'autres sa fille María) assise sur la plage du sable et en tenant dans ses mains un appareil de photo Kodak "Folding Pocket Nº 0", l'appareil de poche le plus petit qui existait à l'époque et commercialisé en 1902. C'était un grand luxe à cette époque,.
Avec cet appareil de photo, la famille de Sorolla saisit d'innombrables instants, et l'artiste semble vouloir lui rendre un petit hommage en le représentant dans son œuvre, dans une sorte de relation complice entre la photographie et la peinture.
Le titre Instantané n'est pas seulement le plus approprié pour sa thématique et son « cadrage photographique » mais aussi pour le coup de pinceau rapide et la composition schématique. La palette aux couleurs douces donne un résultat proche de la peinture impressionniste qui avait eu un grand succès lors de son exposition à Paris, ville d'où le peintre était revenu imprégné des tendances françaises,.